# Mohamed Kaci-Said
Mohamed Kaci-Said (àrab: محمد قاسي سعيد)  (Alger, 2 de maig de 1958) és un exfutbolista algerià de la dècada de 1980.
Fou internacional amb la selecció d'Algèria amb la qual participà en la Copa del Món de futbol de 1986.
Pel que fa a clubs, destacà a RC Kouba.